# العلاقات الأنغولية الليختنشتانية
العلاقات الأنغولية الليختنشتانية هي العلاقات الثنائية التي تجمع بين أنغولا وليختنشتاين.

## مقارنة بين البلدين
هذه مقارنة عامة ومرجعية للدولتين:
| وجه المقارنة                                              | أنغولا           | ليختنشتاين                                 |
| --------------------------------------------------------- | ---------------- | ------------------------------------------ |
| المساحة (كم2)                                             | 1.25 مليون       | 16                                         |
| عدد السكان (نسمة)                                         | 29.78 مليون      | 37.47 ألف                                  |
| الكثافة السكانية (ن./كم²)                                 | 23.82            | 234.19 ألف                                 |
| العاصمة                                                   | لواندا           | فادوتس                                     |
| اللغة الرسمية                                             | اللغة البرتغالية | اللغة الألمانية                            |
| العملة                                                    | كوانزا أنغولي    | فرنك سويسري                                |
| الناتج المحلي الإجمالي (بليون دولار)                      | 124.21 مليار     | 6.29 مليار                                 |
| الناتج المحلي الإجمالي (تعادل القوة الشرائية) بليون دولار | 184.83 مليار     |                                            |
| الناتج المحلي الإجمالي الاسمي للفرد دولار أمريكي          | 4.10 ألف         |                                            |
| الناتج المحلي الإجمالي للفرد دولار أمريكي                 |                  |                                            |
| مؤشر التنمية البشرية                                      | 0.533            | 0.908                                      |
| رمز المكالمات الدولي                                      | +244             | +423                                       |
| رمز الإنترنت                                              | .ao              | .li                                        |
| المنطقة الزمنية                                           | ت ع م+01:00      | توقيت وسط أوروبا، ت ع م+01:00، ت ع م+02:00 |

## منظمات دولية مشتركة
يشترك البلدان في عضوية مجموعة من المنظمات الدولية، منها:
| علم المنظمة | اسم المنظمة                   | تاريخ انضمام أنغولا | تاريخ انضمام ليختنشتاين |
| ----------- | ----------------------------- | ------------------- | ----------------------- |
|             | منظمة الشرطة الجنائية الدولية | ?                   | ?                       |
|             | منظمة التجارة العالمية        | ?                   | ?                       |
|             | الأمم المتحدة                 | 1 ديسمبر 1976       | 18 سبتمبر 1990          |
|             | منظمة حظر الأسلحة الكيميائية  | ?                   | ?                       |
|             | الاتحاد الدولي للاتصالات      | 13 أكتوبر 1976      | 25 يوليو 1963           |
|             | الاتحاد البريدي العالمي       | ?                   | ?                       |

## وصلات خارجية
- موقع وزارة الخارجية الأنغولية